# 宋棐卿旧居 (马场道)
宋棐卿旧居建于1937年，是天津东亚毛呢纺织股份有限公司董事长兼经理、中华人民共和国全国政协第一届委员、政务院财政经济委员会委员宋棐卿的住宅。位于当时的天津英租界的马厂道（Race Course Road）（今和平区马场道的116号和116-118号），该建筑目前为重点保护等级历史风貌建筑。该建筑现为天津市和平区第九幼儿园。

## 建筑风格
宋棐卿旧居为二幢砖木结构英国庭院式楼房，建筑屋顶为红瓦房顶，建筑总面积为共2018平方米。宋棐卿旧居内设有宽敞院落，整体院落为园林式格局。

## 内部链接
- 宋棐卿旧居_(睦南道68号-1)
- 宋棐卿旧居_(睦南道84-86号)